# Casa de Pol (Girona)
La Casa de Pol és un edifici del municipi de Girona que forma part de l'Inventari del Patrimoni Arquitectònic de Catalunya.

## Descripció
És un edifici de planta rectangular que ocupa una cantonada. Es desenvolupa en planta baixa i quatre pisos, als que se n'afegí un altre. La composició de les façanes segueix eixos verticals d'obertures amb balcons. La planta principal es remarca amb un balcó corregut. Presenta carreus a la cantonada i al basament de la planta baixa. La resta és arrebossat amb elements ornamentals de terra cuita que s'incorporen a la composició general. Els balcons són de ferro fos.

## Història
L'edifici respon a la tipologia de les cases de lloguer construïdes durant el segle xix, que incorporen elements de l'arquitectura neoclàssica a una composició ordenada de les façanes. Cap a mitjans de segle xix s'incorporen les decoracions amb terra cuita a les façanes, que substitueixen ornamentacions que en altres èpoques eren de pedra.